# 马勒别墅
马勒别墅（英語：Moller Villa），位于上海市陕西南路30号，是由英籍瑞典人埃里克·马勒於1927年在原开平大班住宅的基础上扩建的具有北欧风格的花园别墅。房屋主体结构始建于1914年以前，扩建工程於1935年完工，其他附属建筑包括围墙陆续至1937年7月完工。房屋主体共3层，占地面积为5269平方米，主屋建筑面积为2411平方米，附属建筑572平方米，花园2000多平方米。1941年太平洋战争后，该处成为日军俱乐部。抗战胜利后，由中统以及三青团上海支团部使用。1949年后，先后由上海市公安局和共青团上海市委使用。1989年，入选为上海市优秀历史建筑。2001年团市委搬出后，由衡山集团改作马勒别墅饭店至今。2006年，此处成为全国重点文物保护单位。
马勒别墅饭店目前共有各类客房45间，其中1号楼老别墅有16间保留欧式风格的客房。

## 历史

### 业权变迁
马勒别墅所在的土地，在原美册930号、英册3580号等多组契地基础上合并而成的。并於1909年初由苏松太道签发核准后成为英册第6878号契地。合并后的首位承租人为英商高易律师公馆。同时该地规定为“租住为目的”。1914年12月，高易律师公馆将该地转让给英商业广地产有限公司。1937年地籍由业广地产全数售与来赐洋行(Mollers' Ld.)。

### 扩建
虽然土地於1914年转让予业广地产，但由于该地属于出租居住。因此，业广地产将其出租。1917年前后，由开滦矿务局租入，并作为其上海经理处的住宅。此后该处住宅被称之为开平大班住宅。
1927年前后，马勒家族租入此处，并着手对房屋进行改扩建。1927年5月，埃里克·马勒向上海法租界公董局呈交的改扩建方案。该方案主要对原建筑的东西侧有较大增建，对于南北侧则主要是北门厅的修改和增设南侧平台与门厅。对同年6月14日，公董局批准了此次方案。至1935年12月前，改扩建已完成。
1935年12月3日，由于小偷先后两次自别墅后的田园闯入，埃里克·马勒致函公董局，就已经开工的围墙向公董局作出解释。当月20日，马勒正式向公董局提出围墙的施工许可。1936年2月，公董局批复同意围墙工程。7月24日，马勒向公董局申请建造花房并於次月19日获批。1937年7月，马勒别墅围墙工程告竣。

## 建筑
马勒别墅占地2411平方米，由六栋建筑组成，共计大小106个房间，内部结构相当复杂，尤其楼梯的构造往往让人不知道自己在几楼，几乎有迷宫的感觉。主楼共有三层，主楼的外墙用泰山面砖镶嵌，颇具特色。顶部矗立着高低不一的两个四坡顶，东侧坡屋顶高近20米，上设拱形凸窗，尖顶和凸窗上部均有浮雕装饰，西侧坡屋顶高约25米，屋顶陡直。具有典型的挪威建筑风格，采用高尖陡直的屋顶，有利于抵御寒风侵袭和减少屋面积雪。主楼南立面上有三个垂直于主屋脊的造型优美且装饰精细的双坡屋顶和四个老虎窗，连带东西两座四坡屋顶交织在一起，宛如一座华丽的宫殿。中间双坡顶的装饰木构件清晰外露，构件间抹白灰缝条，比较典型地表现出斯堪的那维亚的乡村建筑情调。
室内装饰十分讲究，过道、走廊等处都有护墙板，到处雕着美丽精致的图案，室内穹顶上装有彩色玻璃，在阳光的照射下呈现出斑斓柔和的色彩。主要使用的有16个房间特别是2楼的4个房间具有英格兰风味。酷爱船只的马勒把住宅装修得酷似一条豪华的轮船，曲折多弯的楼梯分出东西两翼，分别通向前后舱，通道上的圆窗就像是船上的船舷，墙上的木雕画面全是船队的海上情景，就连地板，亦拼出了海草、海带的图案，最细的地板木条仅几毫米宽，精美细巧有如工艺品。地板打上腊后仍然锃亮如新。
主楼南面有占地2000平方米的花园，花园四周用彩色花砖铺地，并植有龙柏、雪松等名贵花木，中间是一片草坪。草坪中放置了一匹青铜马。为美化园景和便于室内赏花，园中还设有赏花房，房内原装有暖气设备，室内雕花精美绝伦，地上铺有彩色瓷砖。
楼房的外形是北欧挪威式，但花园和楼内装修的许多细部却颇有中国味道。大门口放置了一对中国式的石狮子，花园四周高大的围墙用耐火砖铺贴，以黄绿色中国琉璃瓦压顶，楼道里还设有佛龛。

## 大事记
- 1929年，马勒别墅开始修建。
- 1936年，马勒别墅竣工。
- 1941年，太平洋战争爆发，被当作日军俱乐部。
- 1945年，抗战胜利，成为国民党特务机关所在地。
- 1949年，改为中国共青团上海市委所在地。
- 1989年，列入首批上海市优秀历史建筑。
- 2001年1月，由衡山集团接管。
- 2002年5月，正式对外经营，命名为衡山马勒别墅饭店。
- 2006年7月，中共中央纪委专案组入驻，查办上海社保基金案。

## 交通
- 地铁
  - 上海轨道交通1号线、10号线、12号线陕西南路站往北徒步15分钟
- 公交
  - 24路（陕西南路延安中路）
  - 41路（陕西南路延安中路）
  - 104路（陕西南路延安中路）
  - 01路（延安中路陕西北路）
  - 48路（延安中路陕西北路）
  - 71路（延安中路陕西北路）
  - 127路（延安中路陕西北路）
  - 925路（延安中路陕西北路）
  - 936路（延安中路陕西北路）

## 附近
- 上海展览中心